# Filip Boháč (evangelický farář)
Filip Boháč, někdy také Filip J. Boháč (* 19. března 1992) je český evangelický farář a hudebník.
Vyrostl v křesťanské rodině. Vystudoval Evangelickou teologickou fakultu UK v Praze. Vikariát absolvoval (2016–2017) ve Sněžném a Žďáru nad Sázavou.
Poté působil jako farář pro sbor v Opatově (2017–2022) a zároveň jako seniorátní farář pro horácký seniorát. Od září 2022 působí jako farář sboru v Třebíči a Horních Vilémovicích.
Mezi jeho záliby patří hudba a automobil Trabant. Se svým jmenovcem, dominikánem Filipem Boháčem, uspořádali společnou bohoslužbu. V rámci Českobratrské církve evangelické spolupořádá každoroční Bigbítový kurs.
Byl jedním z hostů Snídaně pro duši, kterou v Poslanecké sněmovně organizuje sněmovní kaplan.